# (10000) Myriostos
(10000) Myriostos est un astéroïde de la ceinture principale d'astéroïdes découvert par Albert G. Wilson le 30 septembre 1951 à l'observatoire Palomar sur la montagne Palomar en Californie.

## Désignation
Sa désignation temporaire était 1951 SY avant d'être nommé plus tard « (10000) Myriostos », qui signifie dix milliers en grec, en l'honneur de tous les astronomes qui aidèrent à découvrir les 10000 premiers corps célestes de ce genre. Myriade désignait primitivement un nombre très grand, la myriade au carré étant probablement dans l'esprit des grecs, le plus grand nombre.
Cette désignation arriva en 1999 à l'issue d'un débat qui avait pour thème central la reclassification de Pluton en planète mineure et l'affectation du numéro 10000 à ce corps, débat qui vit la forte résistance de la division des sciences planétaires de l'American Astronomical Society,. 
Finalement l'idée d'affecter le numéro 10000 à Pluton fut abandonnée, et l'astéroïde 1951 SY le reçut à sa place. Pluton, déchu malgré tout de son statut de planète sept ans plus tard (2006), reçut plus tard le numéro 134340. Peu après l'objet (10000) 1951 SY fut officiellement nommé Myriostos.

## Compléments